# Paraliterna malayana
Paraliterna malayana är en insektsart som först beskrevs av Victor Lallemand 1930.  Paraliterna malayana ingår i släktet Paraliterna och familjen spottstritar. Inga underarter finns listade i Catalogue of Life.